# بوئینگ ای‌اچ-۶۴ آپاچی
ای‌اچ-۶۴ آپاچی (به انگلیسی: AH-64 Apache) محصول بوئینگ یک هلیکوپتر تهاجمی چهار پره و دو موتوره با ارابه فرود چرخ زیر دم و یک کابین برای دو خدمه‌است.
آپاچی به عنوان مدل ۷۷ توسط شرکت هیوز هلیکاپترز و در قالب برنامه هلیکوپترهای تهاجمی پیشرفته ارتش ایالات متحده آمریکا و جهت جایگزینی هلیکوپتر ای‌اچ-۱ کبرا طراحی شد. آپاچی که نخستین بار در تاریخ ۳۰ سپتامبر ۱۹۷۵ به پرواز درآمد دارای یک حسگر نصب شده در دماغه هلیکوپتر است که نقش جستجو برای یافتن اهداف و سیستم‌های دید در شب را ایفا می‌کند.
تسلیحات آپاچی شامل یک توپ ۳۰ میلی‌متری (۱٫۲ اینچی) ام۲۰۳ که بین دو چرخ فرود اصلی در زیر بدنه جلویی هلیکوپتر نصب شده‌است به همراه معمولاً ترکیبی از موشک‌های ضد زره ای‌جی‌ام-۱۱۴ هلفایر و غلاف راکت‌های هیدرا ۷۰ است که روی ۴ غلاف تسلیحات زیر بالچه‌های این بالگرد نصب می‌شوند. ای‌اچ-۶۴ دارای چندین سیستم پروازی پشتیبان برای بالا بردن احتمال دوام در نبرد می‌باشد و افزایش احتمال زنده ماندن خدمه در سقوط اولویت بالایی دارد.
ارتش آمریکا در سال ۱۹۷۶، ای‌اچ-۶۴ را به بل وای‌ای‌اچ-۶۳ ترجیح داد و با قرارداد پیش‌تولید دو بالگرد دیگر به شرکت هیوز پاداش داد. در سال ۱۹۸۲، ارتش مجوز تولید آپاچی را صادر کرد. شرکت مک‌دانل داگلاس پس از خرید شرکت هیوز از شرکت سوماً در سال ۱۹۸۴ تولید این هلیکوپتر را ادامه داد. اولین بالگرد آی‌اچ-۶۴دی آپاچی لانگ‌بو (نمونه تقویت شده آپاچی اصلی) در ماه مارس ۱۹۹۷ به ارتش آمریکا تحویل داده شد. تولید این بالگرد توسط بخش دفاعی، فضایی و امنیتی بوئینگ ادامه یافته‌است. تاکنون بیش از ۱۰۰۰ فروند ای‌اچ-۶۴ تولید شده‌است.
ارتش ایالات متحده کاربر اصلی ای‌اچ-۶۴ است. این هلیکوپتر در حالی‌که تبدیل به هلیکوپتر تهاجمی اصلی چندین کشور مانند یونان، ژاپن، اسرائیل، هلند و سنگاپور شده‌است، تولید تحت مجوز آن به‌عنوان آگوستاوستلند آپاچی در بریتانیا هم انجام می‌شود. ای‌اچ-۶۴های آمریکایی در مناقشاتی در پاناما، خلیج فارس، کوزوو، افغانستان و عراق شرکت داشته‌اند. اسرائیل هم از آپاچی‌های خود در مناقشات لبنان و نوار غزه استفاده وسیعی کرده‌است.

## تولید

### بالگرد تهاجمی پیشرفته

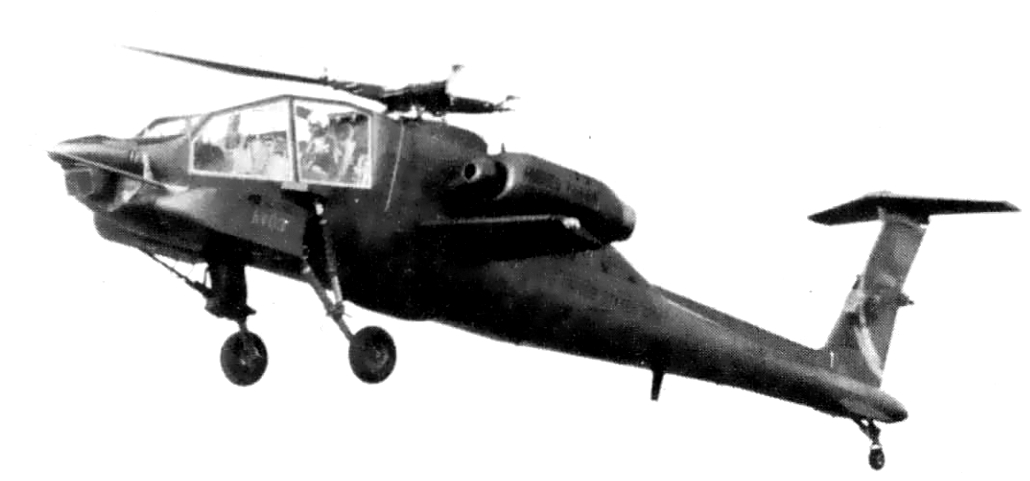
نمونه اولیه بالگرد آپاچی

در پی لغو تولید بال‌گرد تهاجمی ای‌اچ-۵۶ شِیِن در سال ۱۹۷۲ به نفع پروژه‌های نیروی هوایی ایالات متحده و تفنگداران دریایی ایالات متحده آمریکا مانند هواپیماهای تهاجمی ای-۱۰ تاندربولت ۲ و جنگنده هریر، و با توجه به این که توافق‌نامه کی وست در سال ۱۹۴۸ نیروی زمینی را از در اختیار داشتن هواپیما منع کرده بود. این نیرو در پی یک هواگرد جهت ایفای نقش تهاجمی ضدزره بود که تحت فرماندهی خودش (نه نیروی هوایی) باشد و قدرت آتش، برد عملیاتی و کارایی بالاتری از بالگرد کبرا داشته باشد.

## کاربران
مصر
- نیروی هوایی مصر (ای‌اچ-۶۴دی)

 یونان
- ارتش یونان (ای‌اچ-۶۴ای/دی)

 اندونزی
- ارتش اندونزی

 اسرائیل

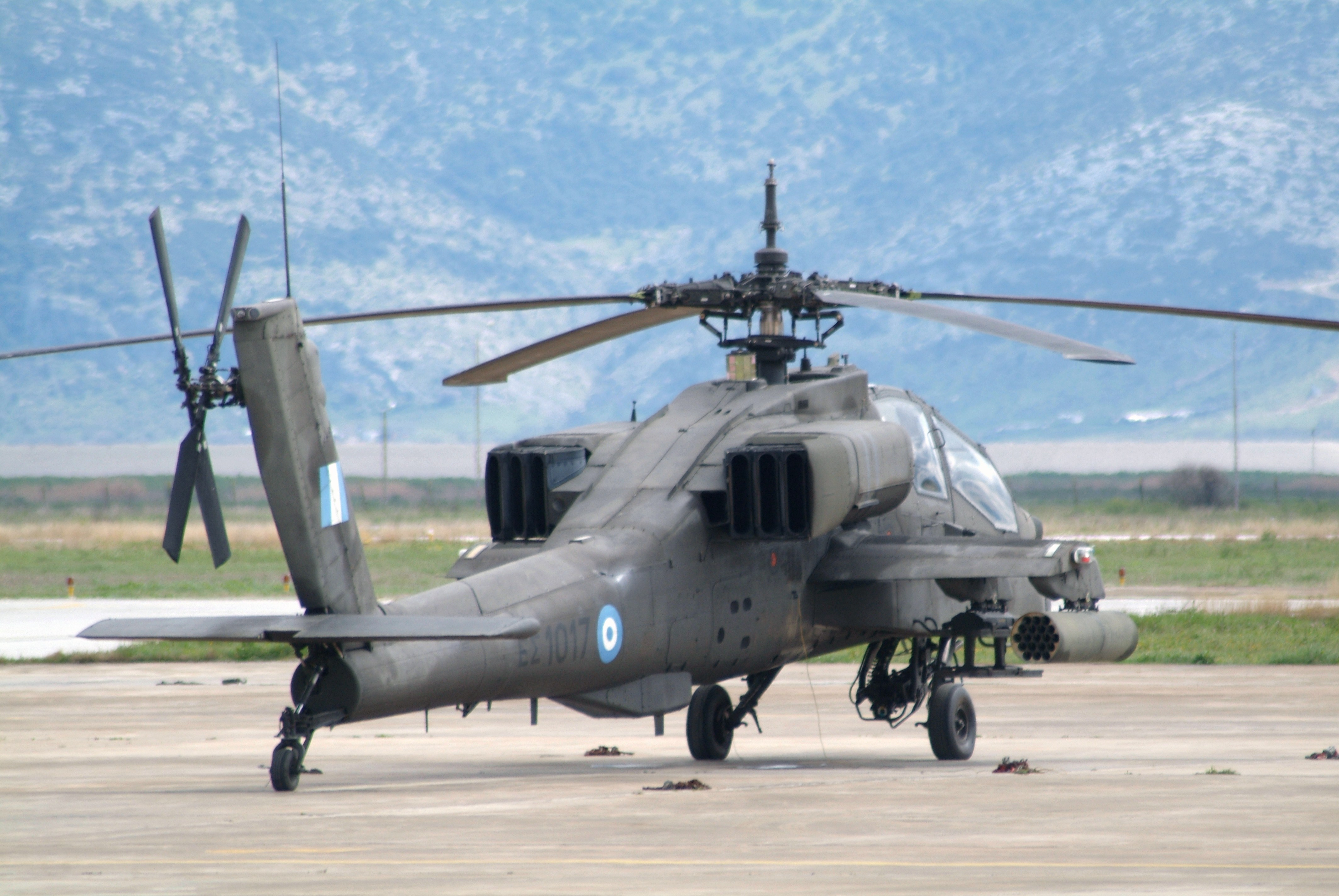
ای‌اچ-۶۴ای ارتش یونان

- نیروی هوایی اسرائیل (ای‌اچ-۶۴ای/دی)

 ژاپن
- نیروی زمینی دفاعی ژاپن (ای‌اچ-۶۴دی)

 کویت
- نیروی هوایی کویت (ای‌اچ-۶۴دی)

 هلند
- نیروی هوایی سلطنتی هلند (ای‌اچ-۶۴دی)

 عربستان سعودی
- نیروی زمینی عربستان سعودی (ای‌اچ-۶۴ای/دی/ای)

 سنگاپور
- نیروی هوایی جمهوری سنگاپور (ای‌اچ-۶۴دی)

 کره جنوبی
- ارتش جمهوری کره (ای‌اچ-۶۴ای: ۳۶ فروند سفارش داده شده)

 تایوان
- ارتش تایوان (ای‌اچ-۶۴ای)

 امارات متحده عربی
- نیروی هوایی امارات متحده عربی (ای‌اچ-۶۴دی)

 بریتانیا
- ببینید: آگوستاوستلند آپاچی

 ایالات متحده آمریکا
- نیروی زمینی ایالات متحده آمریکا (ای‌اچ-۶۴دی/ای)

## مشخصات فنی
اطلاعات از گروه خبررسانی جینز
مشخصات عمومی
- خدمه: ۲ نفر (خلبان و کمک خلبان/توپچی)
- طول: ۱۷٫۷۳ متر (در حال چرخش هر دو پره)
- قطر پره: ۱۴٫۶۳ متر
- ارتفاع: ۳٫۸۷ متر
- مساحت چرخش پره: ۱۶۸٫۱۱ متر مربع
- وزن خالص: ۵٬۱۶۵ کیلوگرم
- وزن مسلح: ۸٬۰۰۰ کیلوگرم
- بیشینه وزن برخاست: ۱۰٬۴۳۳ کیلوگرم
- پیشرانه: ۲ × جنرال الکتریک تی۷۰۰-جی‌ای-۷۰۱ که سپس به جنرال الکتریک تی۷۰۰-جی‌ای-۷۰۱-سی (۱۹۹۰-اکنون) وجنرال الکتریک تی۷۰۰-جی‌ای-۷۰۱-دی (ای‌اچ-۶۴دی) توربوشفت بروزرسانی شد که ۷۰۱- دارای ۱۶۹۰ اس‌اچ‌پی، ۷۰۱سی دارای ۱۸۹۰ اس‌اچ‌پی، ۷۰۱دی دارای ۲۰۰۰ اس‌اچ‌پی هستند(۷۰۱-: ۱۲۶۰ کیلووات، ۷۰۱سی-: ۱۴۰۹ کیلووات، ۷۰۱دی-: ۱۴۹۰ کیلووات)
- طول بدنه: ۱۵٫۰۶ متر
- سیستم پره‌ها: پره اصلی ۴ تیغه، پره دم ۴ تیغه با زاویه غیر عمود.

کارایی
- بیشینه سرعت مجاز: ۱۹۷ گره (۳۶۵ کیلومتر در ساعت)
- بیشینه سرعت: ۱۵۸ گره (۲۹۲ کیلومتر در ساعت)
- سرعت کروز: ۱۴۳ گره (۲۶۵ کیلومتر در ساعت)
- برد: ۴۷۶ کیلومتر با دکل رادار لانگ‌بو
- شعاع نبرد: ۴۸۰ کیلومتر
- بیشینه مسافت پروازی: ۱۹۰۰ کیلومتر
- سقف پرواز: ۶۴۰۰ متر با کمینه بار
- سرعت اوج‌گیری: ۱۲٫۷ متر بر ثانیه
- نسبت جرم بالگرد به مساحت ناحیه چرخش پره: ۴۷٫۹ کیلوگرم بر متر مربع
- نسبت توان به جرم: ۰٫۳۱ کیلووات به کیلوگرم

جنگ‌افزار
- توپ: ۱× توپ زنجیره‌ای ۳۰ میلی‌متری ام۲۳۰ (به انگلیسی: M230 Chain Gun) به عنوان جزئی از Area Weapon Subsystem
- غلاف جنگ‌افزار: ۴ غلاف زیر بال‌ها. لانگ‌بو در نوک هر یک از بال‌های خود امکان نصب دو موشک ای‌آی‌ام-۹۲ استینگر (به انگلیسی: AIM-92 Stinger) را نیز دارد.
- راکت: راکت‌های ۷۰ میلی‌متری هایدرا ۷۰ (به انگلیسی: Hydra 70)، و راکت‌های ۷۰ میلی‌متری هوا به زمین سی‌آروی۷ (به انگلیسی: CRV7)
- موشک: عمدتاً مدل‌های ای‌جی‌ام-۱۱۴ هل‌فایر؛ امکان نصب ای‌آی‌ام-۹۲ استینگر هم وجود دارد.

دستگاه‌های الکترونیکی
- رادار کنترل آتش لاکهید مارتین/نورثروپ گرومن ای‌ان/ای‌پی‌جی-۷۸ (تنها قابل نصب بر روی ای‌اچ-۶۴دی/ای می‌باشد)[۷]